# 西巫拉帕
西巫拉帕（羅馬化：Kulap Saipradit，1906年3月31日—1974年6月16日），是泰国的一位报纸编辑以及小說家。
1952年，他要求廢除新闻审查制度，結果於同年11月10日被捕。他被指控犯下叛国罪并被判处14年监禁，不過他于1957年2月獲釋。
1958年，西巫拉帕率领作家代表团访华。由於沙立·他那叻發動自我政變，西巫拉帕选择留在中国，他在北京大学讲授泰国文学。1974年6月16日，他因胸膜炎并发症在中国去世。